# Ctenucha nantana
Ctenucha nantana är en fjärilsart som beskrevs av Walker 1864. Ctenucha nantana ingår i släktet Ctenucha och familjen björnspinnare. Inga underarter finns listade i Catalogue of Life.